# Nauheim
Nauheim ist eine Gemeinde im südhessischen Landkreis Groß-Gerau, südwestlich von Frankfurt am Main. Sie ist wegen der seit 1970 durchgeführten Nauheimer Musiktage bekannt. Nauheim ist Teil der Stadtregion Frankfurt am Main.

## Geographie

### Geographische Lage
Nauheim liegt nordwestlich der Kreisstadt Groß-Gerau und südlich der Stadt Rüsselsheim am Main in der Untermainebene an der Grenze zum Hessischen Ried. Durch die Ortslage fließt, von Nordosten kommend und hier im annähernd rechten Winkel nach Süden abknickend, der Schwarzbach. Der alte Ortskern liegt an seinem Ostufer. Von 1377 Hektar Gemarkungsfläche sind 555 Hektar bewaldet. Nordöstlich des Ortes erstreckt sich die Nauheimer Gemarkung im Treburer Unterwald zwischen Schwarzbach im Nordwesten und Hegbach im Südosten bei einer Breite von rund eineinhalb Kilometer bis vor das Jagdschloss Mönchbruch. In Ortsnähe liegt um den künstlich entstandenen Hegbachsee ein Naherholungsgebiet. Im Südwesten reicht die Feldgemarkung bis in die Ortsnähe von Trebur. Daraus ergibt sich eine Längenausdehnung des Gemeindegebietes von etwa acht Kilometern.

### Nachbargemeinden
Nauheim grenzt im Norden an den Ortsteil Königstädten der Stadt Rüsselsheim am Main, im Osten an die Stadt Mörfelden-Walldorf, im Süden an die Stadt Groß-Gerau sowie im Westen an die Gemeinde Trebur.

## Geschichte

### Vor- und Frühgeschichte
In der Antike befand sich im Gebiet des heutigen Nauheim ein kurzzeitig genutztes römisches Militärlager.

### Mittelalter
Im Lorscher Codex wird die Gemeinde 851 erstmals urkundlich unter dem Namen Niewenheim erwähnt. Die Endung -heim lässt auf eine fränkische Gründung schließen. In den historischen Unterlagen findet Nauheim in den folgenden Jahrhunderten unter anderem mit diesen Ortsnamen Erwähnung: Nuheim im Jahr 1211, Nuwenheim vor dem Chammerforste 1317, Nuweheym 1431, Nwheim und Nawheym 1521 und Nauheim ab 1550.
Wechselnde Herren kennzeichnen die frühe Geschichte Nauheims. Grundbesitz in Nauheim hatten das Kloster Eberbach, die Herren von Falkenstein und die Herren von Hanau. Im Jahr 1468 kam das Dorf in den Besitz der Grafen von Isenburg-Büdingen.

### Neuzeit

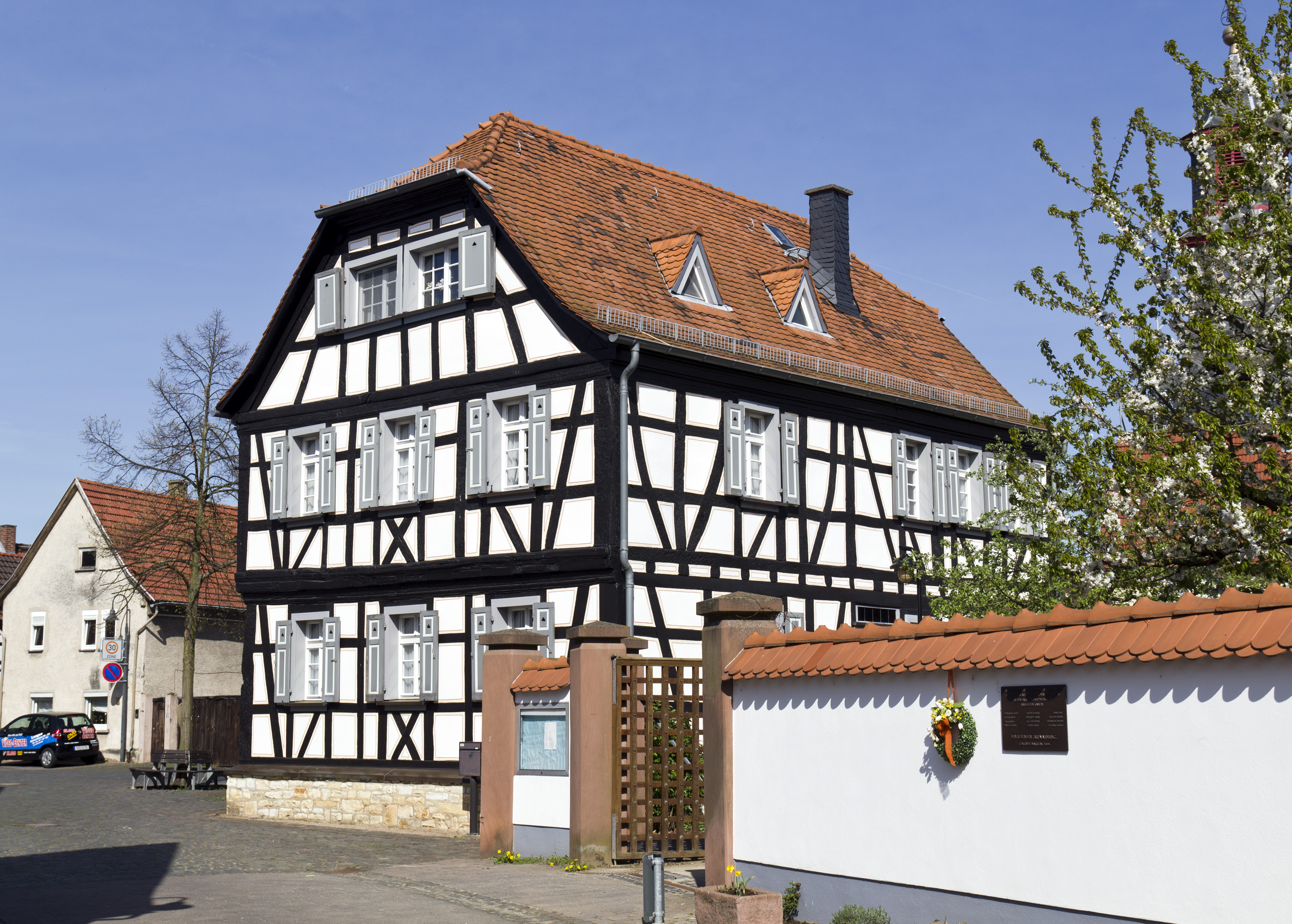
Historisches Rathaus

1600 wurde der Ort mit fünf weiteren zur Dreieich gehörenden Dörfern von Graf Heinrich von Isenburg-Ronneburg dem Landgrafen Ludwig V. von Hessen-Darmstadt verkauft. Verwaltungsmäßig gehörte Nauheim dann bis 1820 zum Amt Kelsterbach, das ab 1816 zur Provinz Starkenburg des Großherzogtums Hessen (Hessen-Darmstadt) gehörte. 1821 wurden im Großherzogtum Landratsbezirke eingeführt und Nauheim wurde dem Landratsbezirk Dornberg zugeteilt. 1832 wurden die Einheiten ein weiteres Mal vergrößert und es wurden Kreise geschaffen. Dadurch gelangte Nauheim in den Kreis Groß-Gerau. Die Provinzen, die Kreise und die Landratsbezirke des Großherzogtums wurden am 31. Juli 1848 abgeschafft und durch Regierungsbezirke ersetzt, was jedoch bereits am 12. Mai 1852 wieder rückgängig gemacht wurde. Dadurch gehörte Nauheim von 1848 bis 1852 zum Regierungsbezirk Darmstadt, bevor wieder der Kreis Groß-Gerau für die übergeordnete Verwaltung zuständig war. Dort verblieb der Ort durch alle weiteren Verwaltungsreformen bis heute. Die zuständige Gerichtsbarkeit war während der Zugehörigkeit zu Hessen-Darmstadt von 1821 bis 1879 das Landgericht Großgerau und seit 1879 das Amtsgericht Groß-Gerau.
Um 1600 zählte Nauheim ca. 170 Einwohner, diese wurden jedoch durch die Ereignisse des Dreißigjährigen Kriegs stark dezimiert.
Weitere geschichtliche Ereignisse in Nauheim waren: Bereits im Jahre 1593 wurde die Schule als Kirchenschule gegründet. 1753 fand die Einweihung der evangelischen Kirche (erbaut nach Plänen von Johann Conrad Lichtenberg) statt. 1755 wurde das neue Rathaus auf den Grundmauern des bereits 1588 in der Rathausstraße (heute: Heinrich-Kaul-Platz) gebauten errichtet.
In den folgenden Jahren wurde die Gemeinde immer wieder Opfer von Naturkatastrophen, wie großen Überschwemmungen, Erdbeben, Dürren oder Trockenheiten. In den Jahren 1793–1799 war Nauheim Quartier für preußische und österreichische Truppen, die das napoleonisch besetzte Mainz belagerten. 1806 wurde die Gemeinde von französischen Truppen besetzt. Johannes Kuhlmann wurde 1821 zum ersten Nauheimer Bürgermeister gewählt.
Die Statistisch-topographisch-historische Beschreibung des Großherzogthums Hessen berichtet 1829 über Nauheim:

„Nauheim (L. Bez. Dornberg) luth. Pfarrdorf; liegt 1 St. von Dornberg, und hat 84 Häuser und 606 Einw., die bis auf 8 Kath. 1 Reform. und 16 Juden lutherisch sind. In der Gemarkung findet sich Torf. – Der Ort der früher Niwenheim hieß, kommt in dem Lorscher Urkundenbuch 1211 vor. Die Herrn von Heusenstamm, die den Ort von den Herrn von Münzenberg erhalten hatten, verkauften ihn 1317 mit kaiserlicher Lehensbewilligung an die Herrn von Falkenstein, von welchen er an die Grafen von Isenburg kam. Mit den ganzen Amt Kelsterbach kam Nauheim 1600 durch Kauf an Hessen. Der Ort hatte schon vor der Reformation seinen eigenen Pfarrer, und das Patronatrecht hatten die Herrn von Münzenberg und ihre Erbfolger.“

1838 wurde das erste Schulhaus errichtet. Es folgte die Pflasterung der Straßen und der Ausbau der Chaussee nach Königstädten. Aufgrund von großer Not übernahm die Gemeinde 1853 die Kosten der Auswanderung von 20 Familien nach Amerika. Bereits 1866 diente Nauheim erneut als Quartier von Truppen. Im Jahre 1877 folgte der Bau des sogenannten mittleren Schulhauses. Heute dient es als Sitz des Nauheimer Heimatmuseums. 1881 wurde der Friedhof in der Waldstraße eingeweiht. Nach dessen Schließung stand dort das alte Feuerwehrhaus, das 2007 nach dem Neubau des Feuerwehrhauses an der Ortsumgehung abgerissen wurde.

### Industrialisierung
Die starke Industrialisierung der Nachbarstädte Rüsselsheim am Main und Mainz brachte vielen Kleinbauern zusätzliche Arbeit; in Nauheim selbst wuchs die Bedeutung des Obst- und Spargelanbaus. Der Aufschwung erfuhr jedoch durch den Ersten Weltkrieg ein jähes Ende. 1918 wurde Nauheim erneut von Franzosen besetzt, es mehrte sich jedoch der passive Widerstand. Nachdem die Besatzungstruppen abgezogen waren, begann sich die Gemeinde weiterzuentwickeln. Der Sportplatz wurde gebaut, es entstand der neue Friedhof. 1931 wurde für den gut gehenden Handel mit Obst und Gemüse eine Markthalle errichtet.

### Zeit des Nationalsozialismus
Mit der Machtergreifung der Nationalsozialisten brach auch in Nauheim die Hitler-Diktatur an. Anfang der 1930er Jahre lebten in Nauheim noch etwa 20 jüdische Einwohner. 1934 erfolgte die Gleichschaltung aller Vereine. Jüdische Bürger wurden denunziert, verfolgt, misshandelt, verloren ihre Heimat und wanderten nach Amerika aus. Die Verbliebenen fielen dem Holocaust zum Opfer, wurden 1940 in Konzentrationslager deportiert und ermordet. Für die Opfer wurden ab 2014  Stolpersteine verlegt. An der Hofmauer des Historischen Rathauses in der Hintergasse erinnert seit 2008 eine Gedenktafel an die ermordeten jüdischen Bürger. 1945 wurde Nauheim durch US-amerikanische Truppen besetzt. Eine inhaltliche Auseinandersetzung der Gemeinde mit ihrer eigenen Geschichte in der NS-Zeit fand bislang nur oberflächlich statt.

### Nachkriegszeit
Die US-amerikanische Militärregierung setzte 1945/1946 den Pfarrer Friedrich Daum und Friedrich Förster als Nachkriegsbürgermeister ein. 1946 fanden die ersten Nachkriegswahlen statt. Zum Bürgermeister gewählt wurde damals Heinrich Kaul IV. Er war zusammen mit den Gemeindevertretern dafür verantwortlich, dass viele heimatvertriebene Musikinstrumentenbauer aus dem Musikwinkel im Egerland und dem Vogtland sich in Nauheim ansiedelten und die Nauheimer Musikindustrie begründeten, zu der unter anderem die Holzblasinstrumentenbauer Schreiber und Keilwerth sowie die Firma Koestler zählten. Dadurch stieg die Einwohnerzahl Nauheims stetig an. Bereits 1951, zur 1100-Jahr-Feier, zeigte sich Nauheim als ein schöner und fortschrittlicher Wohnstandort im wirtschaftlich stark expandierenden Rhein-Main-Gebiet. Im Jahre 1956 fand die Grundsteinlegung für die katholische Kirche St. Jakobus der Ältere statt, ein Jahr später wurde sie feierlich geweiht. Im selben Jahr feierte auch die Nauheimer Musikindustrie ihr zehnjähriges Bestehen. 1958 legte man den Grundstein für das neue Rathaus in der Weingartenstraße. 1960 wurden weitere Baugebiete erschlossen. Dadurch dehnte sich Nauheim in Richtung Königstädten aus. 1963 wurde Herbert Fürbeth (SPD) zum Bürgermeister gewählt. In seiner Amtszeit gelang die Erschließung des Erholungsgebiets Hegbachsee sowie die Eröffnung des Kindergartens Schulstraße, dessen Gebäude heute Sitz des Heimatmuseums ist.
Im Jahr 1970 feierte man die ersten Nauheimer Musiktage, die zu einer Tradition geworden sind und immer wieder ein kultureller Höhepunkt sind. 1971 verschwisterte sich die Gemeinde Nauheim mit Born (Niederlande). 1972 feierte die Nauheimer Musikindustrie ihr 25-jähriges Bestehen. Zu diesem Anlass veranstaltete man die zweiten Nauheimer Musiktage. Im selben Jahr eröffnete auch der neue Sportpark für die Sportlerinnen und Sportler. 1976 erhielt die Freiwillige Feuerwehr Nauheim auf dem Gelände Feldchen in der Waldstraße ihr neues Feuerwehrhaus, welches aufgrund eines Neubaus am Ortsrand Ende 2007 abgerissen wurde. Im selben Jahr (1976) fand die 1125-Jahr-Feier nach der ersturkundlichen Erwähnung Nauheims statt. 1978 wurde die Verschwisterung mit der französischen Stadt Charvieu-Chavagneux feierlich besiegelt.
2008 ist Nauheim Kulturgemeinde des Landkreises Groß-Gerau.

### Verwaltungsgeschichte im Überblick
Die folgende Liste zeigt die Staaten und Verwaltungseinheiten, denen Nauheim angehört(e):
- vor 1600 Heiliges Römisches Reich, Grafschaft Isenburg-Ronneburg, (1556 Amt Langen, später Amt Kelsterbach)
- ab 1600: Heiliges Römisches Reich, Landgrafschaft Hessen-Darmstadt (durch Kauf), Obergrafschaft Katzenelnbogen, Amt Kelsterbach
- ab 1803: Heiliges Römisches Reich, Landgrafschaft Hessen-Darmstadt, Fürstentum Starkenburg, Amt Kelsterbach
- ab 1806: Großherzogtum Hessen,[Anm. 2] Fürstentum Starkenburg, Amt Kelsterbach[10]
- ab 1815: Großherzogtum Hessen, Provinz Starkenburg, Amt Kelsterbach
- ab 1821: Großherzogtum Hessen, Provinz Starkenburg, Landratsbezirk Langen[Anm. 3]
- ab 1832: Großherzogtum Hessen, Provinz Starkenburg, Kreis Groß-Gerau
- ab 1848: Großherzogtum Hessen, Regierungsbezirk Darmstadt
- ab 1852: Großherzogtum Hessen, Provinz Starkenburg, Kreis Groß-Gerau
- ab 1871: Deutsches Reich, Großherzogtum Hessen, Provinz Starkenburg, Kreis Groß-Gerau
- ab 1918: Deutsches Reich, Volksstaat Hessen,[Anm. 4] Provinz Starkenburg, Kreis Groß-Gerau
- ab 1938: Deutsches Reich, Volksstaat Hessen, Landkreis Groß-Gerau[11][Anm. 5]
- ab 1945: Deutsches Reich, Amerikanische Besatzungszone,[Anm. 6] Groß-Hessen, Regierungsbezirk Darmstadt, Landkreis Groß-Gerau
- ab 1946: Deutsches Reich, Amerikanische Besatzungszone, Hessen, Regierungsbezirk Darmstadt, Landkreis Groß-Gerau
- ab 1949: Bundesrepublik Deutschland, Hessen, Regierungsbezirk Darmstadt, Landkreis Groß-Gerau

## Bevölkerung

### Einwohnerstruktur 2011
Nach den Erhebungen der Volkszählung in der Europäischen Union 2011 lebten am Stichtag, dem 9. Mai 2011, in Nauheim 9911 Einwohner. Darunter waren 933 (9,4 %) Ausländer, von denen 453 aus dem EU-Ausland, 317 aus anderen europäischen Ländern und 163 aus anderen Staaten kamen. Von Nauheims Einwohnern hatten 13,4 % einen Migrationshintergrund. Die Einwohner lebten in 4530 Haushalten. Davon waren 1496 Singlehaushalte, 1440 Paare ohne Kinder und 1183 Paare mit Kindern, sowie 323 Alleinerziehende und 88 Wohngemeinschaften.

### Einwohnerentwicklung
- 1629: 46 Hausgesesse[3]
- 1806: 502 Einwohner, 74 Häuser[10]
- 1829: 606 Einwohner, 84 Häuser[4]
- 1867: 886 Einwohner, 134 Häuser[15]

| Nauheim: Einwohnerzahlen von 1791 bis 2020 | Nauheim: Einwohnerzahlen von 1791 bis 2020 | Nauheim: Einwohnerzahlen von 1791 bis 2020 | Nauheim: Einwohnerzahlen von 1791 bis 2020 | Nauheim: Einwohnerzahlen von 1791 bis 2020 |
| --- | ------------------------------------------ | ------------------------------------------ | ------------------------------------------ | ------------------------------------------ |
| Jahr |                                            |                                            |                                            | Einwohner                                  |
| 1791 | 1791                                       |                                            | 398                                        | 398                                        |
| 1800 | 1800                                       |                                            | 443                                        | 443                                        |
| 1806 | 1806                                       |                                            | 502                                        | 502                                        |
| 1829 | 1829                                       |                                            | 606                                        | 606                                        |
| 1834 | 1834                                       |                                            | 675                                        | 675                                        |
| 1840 | 1840                                       |                                            | 742                                        | 742                                        |
| 1846 | 1846                                       |                                            | 762                                        | 762                                        |
| 1852 | 1852                                       |                                            | 836                                        | 836                                        |
| 1858 | 1858                                       |                                            | 773                                        | 773                                        |
| 1864 | 1864                                       |                                            | 838                                        | 838                                        |
| 1871 | 1871                                       |                                            | 935                                        | 935                                        |
| 1875 | 1875                                       |                                            | 993                                        | 993                                        |
| 1885 | 1885                                       |                                            | 1.156                                      | 1.156                                      |
| 1895 | 1895                                       |                                            | 1.309                                      | 1.309                                      |
| 1905 | 1905                                       |                                            | 1.606                                      | 1.606                                      |
| 1910 | 1910                                       |                                            | 1.739                                      | 1.739                                      |
| 1925 | 1925                                       |                                            | 2.018                                      | 2.018                                      |
| 1939 | 1939                                       |                                            | 2.578                                      | 2.578                                      |
| 1946 | 1946                                       |                                            | 3.290                                      | 3.290                                      |
| 1950 | 1950                                       |                                            | 3.824                                      | 3.824                                      |
| 1956 | 1956                                       |                                            | 4.637                                      | 4.637                                      |
| 1961 | 1961                                       |                                            | 5.261                                      | 5.261                                      |
| 1967 | 1967                                       |                                            | 5.810                                      | 5.810                                      |
| 1970 | 1970                                       |                                            | 6.159                                      | 6.159                                      |
| 1972 | 1972                                       |                                            | 7.122                                      | 7.122                                      |
| 1976 | 1976                                       |                                            | 8.892                                      | 8.892                                      |
| 1984 | 1984                                       |                                            | 9.569                                      | 9.569                                      |
| 1992 | 1992                                       |                                            | 10.230                                     | 10.230                                     |
| 2000 | 2000                                       |                                            | 10.400                                     | 10.400                                     |
| 2005 | 2005                                       |                                            | 10.226                                     | 10.226                                     |
| 2010 | 2010                                       |                                            | 10.039                                     | 10.039                                     |
| 2011 | 2011                                       |                                            | 9.911                                      | 9.911                                      |
| 2015 | 2015                                       |                                            | 10.282                                     | 10.282                                     |
| 2020 | 2020                                       |                                            | 10.679                                     | 10.679                                     |
| Datenquelle: Historisches Gemeindeverzeichnis für Hessen: Die Bevölkerung der Gemeinden 1834 bis 1967. Wiesbaden: Hessisches Statistisches Landesamt, 1968. Weitere Quellen: LAGIS; 1972; 1976; 1984; 1992; 2000; 2005; 2010; Zensus 2011; ab 2015; Statistische Berichte |                                            |                                            |                                            |                                            |

### Konfessionsstatistik
War Nauheim 1829 noch evangelisch, derzeit sind Sonstige die absolute Mehrheit.
- 1829: 581 lutherische (= 95,87 %), ein reformierter (= 0,17 %), 16 jüdische (= 2,64 %) und 8 katholische (= 1,32 %) Einwohner[4]
- 1961: 3173 evangelische (= 60,31 %), 1762 römisch-katholische (= 33,49 %) Einwohner[3]
- 2011: 3220 evangelische (= 32,5 %), 2280 katholische (= 23,0 %), 150 freikirchliche (= 1,5 %), 110 orthodoxe (= 1,1 %), 450 andersgläubige (= 4,6 %), 3700 sonstige (= 37,4 %) Einwohner[24]
- 2012: 3251 evangelische (= 31,11 %), 2374 römisch-katholische (= 22,72 %), 4824 sonstige (= 46,17 %) Einwohner[25]
- 2021: 2560 evangelische (= 23,5 %), 2299 römisch-katholische (= 21,1 %), 6031 sonstige (= 54,4 %) Einwohner[26]

### Erwerbstätigkeit
Die Gemeinde im Vergleich mit Landkreis, Regierungsbezirk Darmstadt und Hessen:
|                                                   | Jahr | Gemeinde | Landkreis | Regierungsbezirk | Hessen    |
| ------------------------------------------------- | ---- | -------- | --------- | ---------------- | --------- |
| Sozialversicherungspflichtig Beschäftigte         | 2017 | 1.455    | 98.042    | 1.695.567        | 2.524.156 |
| Veränderung zu                                    | 2000 | −1,2 %   | +5,4 %    | +16,1 %          | +16,0 %   |
| davon Vollzeit                                    | 2017 | 66,9 %   | 75,9 %    | 72,8 %           | 71,8 %    |
| davon Teilzeit                                    | 2017 | 33,1 %   | 24,1 %    | 27,2 %           | 28,2 %    |
| Ausschließlich geringfügig entlohnte Beschäftigte | 2017 | 661      | 13.048    | 224.267          | 372.991   |
| Veränderung zu                                    | 2000 | +64,4 %  | −9,6 %    | +9,0 %           | +8,8 %    |

| Branche                         | Jahr | Gemeinde | Landkreis | Regierungsbezirk | Hessen |
| ------------------------------- | ---- | -------- | --------- | ---------------- | ------ |
| Produzierendes Gewerbe          | 2000 | 43,9 %   | 43,8 %    | 27,0 %           | 30,6 % |
|                                 | 2017 | *) %     | 33,2 %    | 20,4 %           | 24,3 % |
| Handel, Gastgewerbe und Verkehr | 2000 | 19,1 %   | 27,6 %    | 26,4 %           | 25,1 % |
|                                 | 2017 | 37,4 %   | 27,9 %    | 24,7 %           | 23,8 % |
| Unternehmensdienstleistungen    | 2000 | 15,1 %   | 14,0 %    | 25,1 %           | 20,2 % |
|                                 | 2017 | 19,2 %   | 19,9 %    | 31,6 %           | 26,1 % |
| Sonstige Dienstleistungen       | 2000 | 18,2 %   | 13,7 %    | 20,1 %           | 22,5 % |
|                                 | 2017 | 24,1 %   | 18,6 %    | 23,0 %           | 25,4 % |
| Sonstiges (bzw. ohne Zuordnung) | 2000 | 3,7 %    | 1,0 %     | 1,4 %            | 1,5 %  |
|                                 | 2017 | 19,3 %   | 0,5 %     | 0,3 %            | 0,4 %  |

*) anonymisiert

## Politik

### Gemeindevertretung
Die Kommunalwahl am 14. März 2021 lieferte folgendes Ergebnis, in Vergleich gesetzt zu früheren Kommunalwahlen:
| Sitzverteilung in der Gemeindevertretung 2021Insgesamt 31 Sitze - SPD: 9 - Grüne: 9 - FDP: 3 - CDU: 10 |                                        |                                        |        |        |        |        |        |        |        |        |        |        |        |        |
| Parteien und Wählergemeinschaften                                                                      | Parteien und Wählergemeinschaften      | 2021                                   | 2021   | 2016   | 2016   | 2011   | 2011   | 2006   | 2006   | 2001   | 2001   | 1997   | 1997   |        |
| Parteien und Wählergemeinschaften                                                                      | Parteien und Wählergemeinschaften      | % a                                    | Sitze  | %      | Sitze  | %      | Sitze  | %      | Sitze  | %      | Sitze  | %      | Sitze  |        |
| Sozialdemokratische Partei Deutschlands                                                                | SPD                                    | 28,9                                   | 9      | 30,7   | 10     | 34,1   | 11     | 41,5   | 13     | 34,7   | 13     | 36,6   | 14     |        |
| Christlich Demokratische Union Deutschlands                                                            | CDU                                    | 33,1                                   | 10     | 30,5   | 9      | 37,2   | 11     | 35,2   | 11     | 43,1   | 16     | 35,6   | 13     |        |
| Bündnis 90/Die Grünen                                                                                  | GRÜNE                                  | 27,7                                   | 9      | 16,0   | 5      | 15,5   | 5      | 8,6    | 3      | 9,6    | 3      | 13,0   | 5      |        |
| Freie Liste Nauheim                                                                                    | FLN                                    | –                                      | –      | 14,5   | 4      | 9,9    | 3      | 7,6    | 2      | 5,3    | 2      | 9,2    | 3      |        |
| Freie Demokratische Partei                                                                             | FDP                                    | 10,3                                   | 3      | 8,3    | 3      | 3,3    | 1      | 7,1    | 2      | 7,4    | 3      | 5,6    | 2      |        |
| prozentualer Anteil ungültiger Stimmen                                                                 | prozentualer Anteil ungültiger Stimmen | prozentualer Anteil ungültiger Stimmen | 5,6    |        | 5,6    |        | 4,5    |        | 3,7    |        | 2,8    |        | 3,3    |        |
| Sitze gesamt                                                                                           | Sitze gesamt                           | Sitze gesamt                           | 31     | 31     | 31     | 31     | 31     | 31     | 31     | 31     | 37     | 37     | 37     | 37     |
| Wahlbeteiligung                                                                                        | Wahlbeteiligung                        | Wahlbeteiligung                        | 52,0 % | 52,0 % | 48,1 % | 48,1 % | 56,5 % | 56,5 % | 46,9 % | 46,9 % | 56,1 % | 56,1 % | 69,1 % | 69,1 % |

### Bürgermeister
Nach der hessischen Kommunalverfassung wird der Bürgermeister für eine sechsjährige Amtszeit gewählt, seit dem Jahr 1993 in einer Direktwahl, und ist Vorsitzender des Gemeindevorstands, dem in der Gemeinde Nauheim neben dem Bürgermeister ehrenamtlich ein Erster Beigeordneter und fünf weitere Beigeordnete angehören. Bürgermeister ist seit dem 1. April 2025 Marc Friedrich. Der Amtsvorgänger Roland Kappes war nach wenigen Monaten im Amt dienstunfähig erkrankt und hatte am 18. Oktober 2024 seine Entlassung aus dem Beamtenverhältnis beantragt. Die Erste Beigeordnete Rosalia Radosti (SPD) leitete die Gemeindeverwaltung kommissarisch als Krankheits- und Vakanzvertreterin und die Wahl eines neuen Bürgermeisters musste vorgezogen werden. Marc Friedrich erhielt am 9. März 2025 in einer Stichwahl bei 47,91 Prozent Wahlbeteiligung 62,58 Prozent der Stimmen.
Amtszeiten der Bürgermeister
- 2025–2031 Marc Friedrich[33]
- 2023–2024 Roland Kappes[34]
- 2011–2023 Jan Ludwig Fischer (CDU)[37]
- 2005–2011 Ingo Waltz (SPD)
- 1993–2005 Helmut Fischer (CDU)
- 1975–1993 Rudolf Zaich (SPD)
- 1969–1975 Hermann Reitz (SPD)
- 1963–1969 Dr. Herbert Fürbeth
- 1948–1963 Georg Schad IV.
- 1946–1948 Heinrich Kaul IV. (erster gewählter Bürgermeister nach der Kommunalwahl 1946)
- 1945–1946 Friedrich Förster (von der US-Militäradministration eingesetzt)
- 1945–1945 Friedrich Daum (von der US-Militäradministration eingesetzt)
- 1945–1945 Heinrich Kaul IV. (von der US-Militäradministration eingesetzt)
- 1935–1945 Josef Ruckes
- 1934–1935 Alex Neumann (kommissarisch)
- 1934–1934 Heinrich Walther (kommissarisch, versetzt nach Egelsbach)
- 1933–1934 Philipp Ackermann (kommissarisch, ernannt durch Regierung)
- 1919–1933 Heinrich Kaul
- 1908–1919 Johannes Berz
- 1905–1908 Georg Ackermann
- 1888–1905 Johannes Berz
- 1853–1888 Friedrich Benjamin Bernhard Mischlich
- 1849–1852 Johann-Peter Müller
- 1837–1849 Friedrich Benjamin Bernhard Mischlich
- 1830–1836 Adam Hill
- 1824–1830 Philip Jüngling
- 1821–1824 Johannes Kuhlmann

### Kinder- und Jugendparlament
Eine Besonderheit der Gemeindepolitik Nauheims stellt das Kinder- und Jugendparlament, kurz KiJuPa, dar. Seit 1999 setzen sich die Mitglieder des KiJuPas für die Interessen und Wünsche von Nauheimer Kindern und Jugendlichen ein.

### Ehrenamtliches
Das Erfolgsmodell SABA – Engagement seit über 30 Jahren: Über 15 ehrenamtliche Mitarbeiter (Lehrer, Schulleiter, Ausbilder, Rektoren i. R.) unter anderem des Sachausschusses „Berufs- und Arbeitswelt“ (SABA) unterstützen und fördern schon seit vielen Jahren Jugendliche auf ihrem Weg in eine Ausbildung. Besonders sozial benachteiligten Jugendlichen und ihren Familien gilt ihr höchst professionelles Engagement.

### Wappen
Blasonierung: „In Schwarz ein silberner Wäschebleuel.“
Dies steht symbolisch für die Leinenweberei im Flurnamen Tuchbleiche und dem Straßennamen Bleichstraße. Allerdings gibt es für diese Interpretation keinen stichhaltigen Beweis. So deutet der Sprachwissenschaftler und Historiker Ernst Erich Metzner das Symbol als Paddel im Zusammenhang mit der Ortslage am einst schiffbaren Schwarzbach zu Zeiten einer weitaus größeren Ausdehnung des Neckarbettes.

### Gemeindepartnerschaften
- Born, Niederlande, seit 1972
- Charvieu-Chavagneux, Frankreich, seit 1978

## Sehenswürdigkeiten und Kultur

### Heimatmuseum
Das Heimatmuseum zeigt bäuerliches Brauchtum, die Geschichte des Handwerks, eine Erzgebirgische Heimatstube sowie die Musikinstrumentenabteilung mit nahezu 200 Instrumenten der verschiedensten Zeitepochen.

### Baumdenkmal

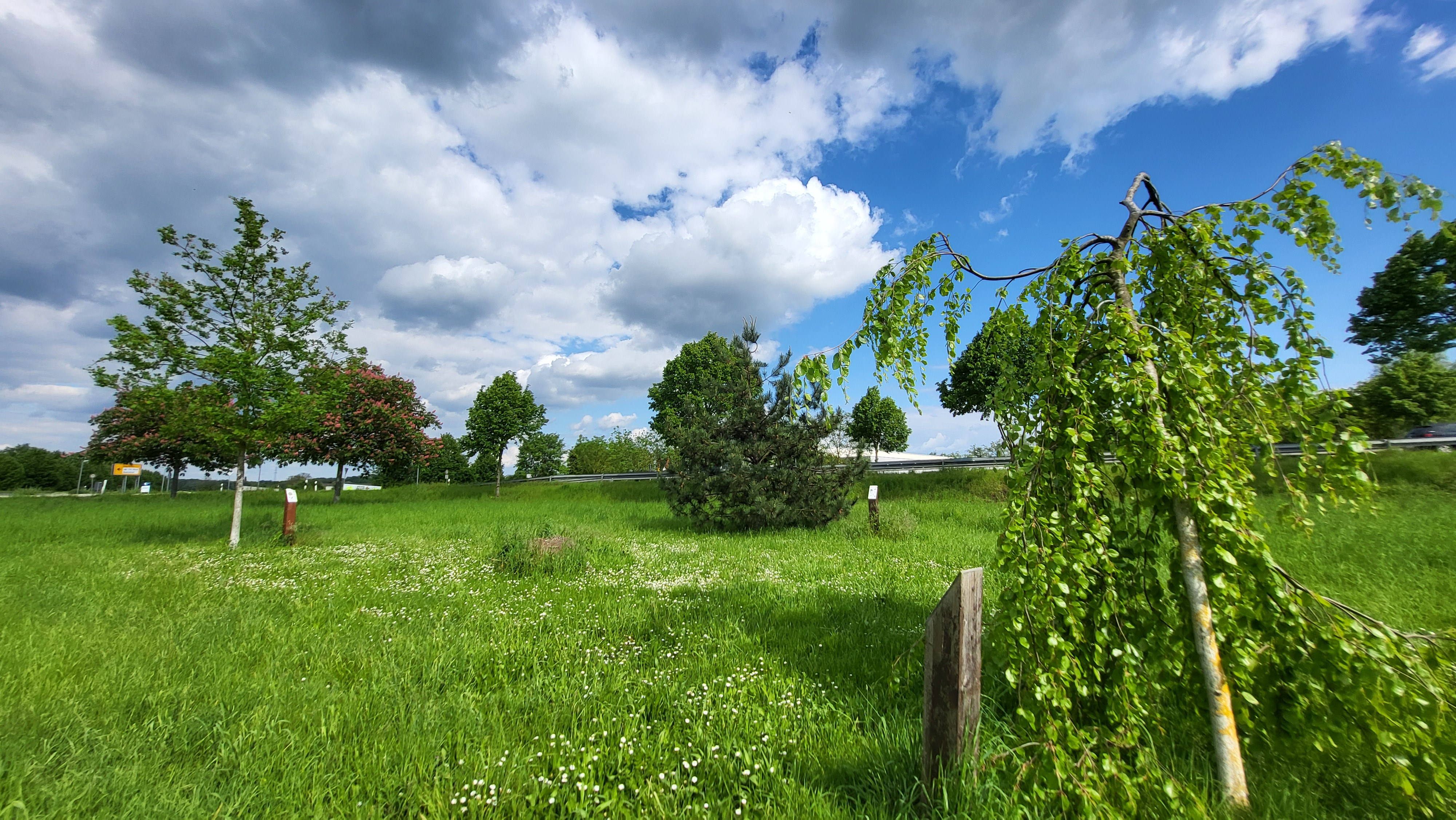
Einheitsbäume
weitere Bilder

Das Baumdenkmal für die Deutsche Einheit wurde am 18. Mai 2014 auf der Wiese zwischen der Straße „Im Rod“, dem Schwarzbach und der Ostumgehung gepflanzt und vom Bürgermeister Jan Fischer eingeweiht.

## Wirtschaft und Infrastruktur

### Flächennutzung
Das Gemeindegebiet umfasst eine Gesamtfläche von 1377 Hektar, davon entfallen in ha auf:
| Nutzungsart             | Nutzungsart             | 2011 | 2015 |
| ----------------------- | ----------------------- | ---- | ---- |
| Gebäude- und Freifläche | Gebäude- und Freifläche | 168  | 169  |
| davon                   | Wohnen                  | 131  | 131  |
|                         | Gewerbe                 | 6    | 6    |
| Betriebsfläche          | Betriebsfläche          | 1    | 1    |
| davon                   | Abbauland               | 0    | 0    |
| Erholungsfläche         | Erholungsfläche         | 21   | 24   |
| davon                   | Grünanlage              | 12   | 15   |
| Verkehrsfläche          | Verkehrsfläche          | 115  | 115  |
| Landwirtschaftsfläche   | Landwirtschaftsfläche   | 475  | 470  |
| davon                   | Moor                    | 0    | 0    |
|                         | Heide                   | 0    | 0    |
| Waldfläche              | Waldfläche              | 563  | 563  |
| Wasserfläche            | Wasserfläche            | 27   | 27   |
| Sonstige Nutzung        | Sonstige Nutzung        | 7    | 7    |

### Gewerbe
Bekannt ist Nauheim durch die Fertigung von Musikinstrumenten. Mit Ausnahme von Klavieren und Akkordeons erfolgte in früheren Jahren in den hier ansässigen kleinen und mittleren Unternehmen die Fertigung aller gängigen Instrumente dieser Branche. Mittlerweile sind viele dieser Betriebe geschlossen oder verlagert. Auch der ehemalige Präsident der USA, Bill Clinton, spielt ein Saxophon aus Nauheim.

### Freizeit und Erholung
Die Gemeinde Nauheim befindet sich nordwestlich der Kreisstadt Groß-Gerau. Regionale Bedeutung hat das Freizeit- und Erholungsbad Hegbachsee im Bereich der gemeinsamen Gemarkungsgrenze.

### Verkehr

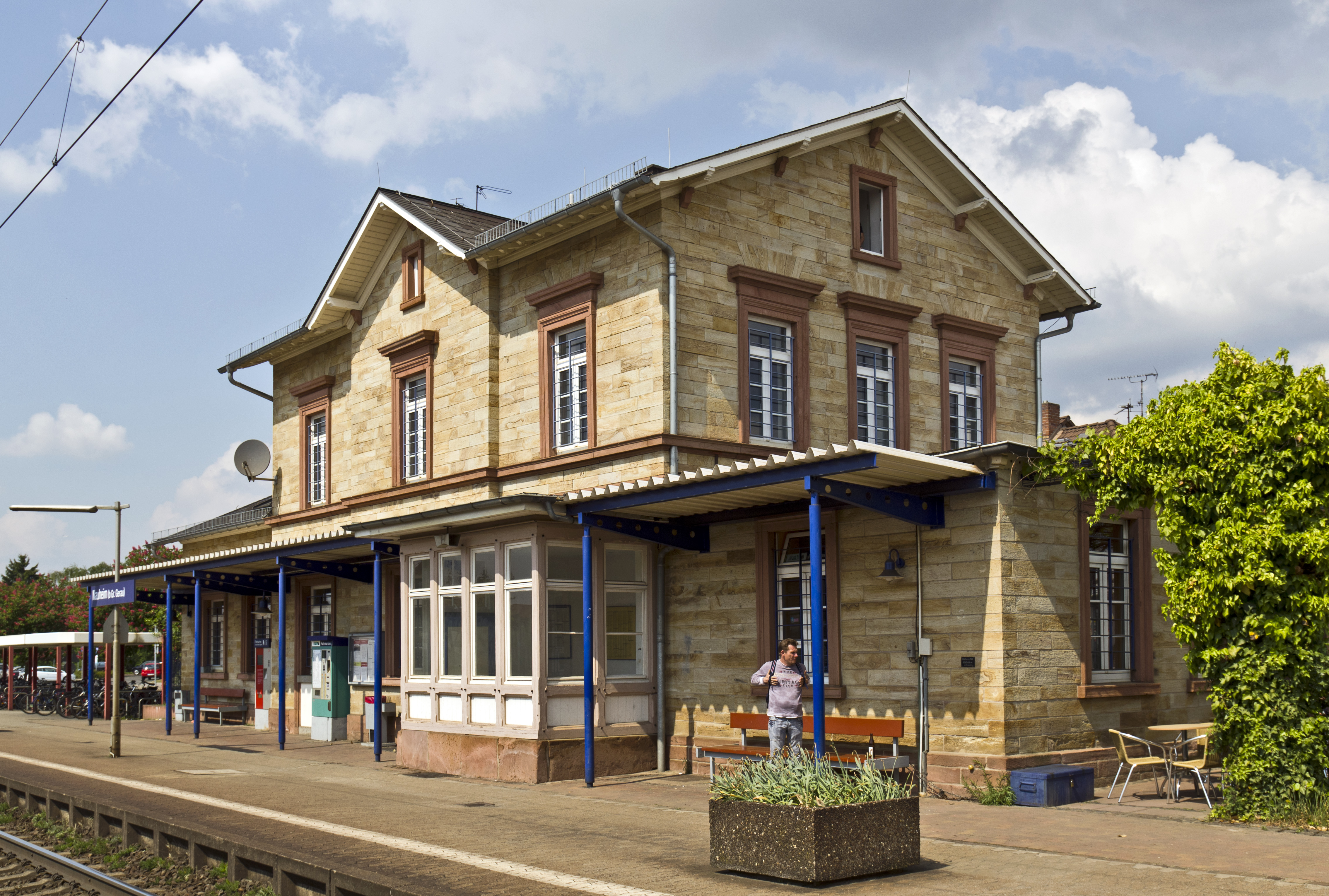
Der Bahnhof in Nauheim

Die Gemeinde ist durch ihre örtliche Nähe an den Verdichtungsraum der Region Frankfurt am Main und das Rhein-Main-Gebiet angebunden. Neben dem Bahnhof Nauheim an der Rhein-Main-Bahn (Aschaffenburg–Darmstadt–Wiesbaden) bietet Nauheim Busverbindungen zu weiterführenden Schulen in Nachbarstädte im Kreis Groß-Gerau. Nahe Autobahnanbindungen bestehen durch die etwa sieben Kilometer entfernte Anschlussstelle Bischofsheim, die etwa drei Kilometer entfernte Anschlussstelle Rüsselsheim-Königstädten-Nauheim und die etwa 6 Kilometer entfernte Anschlussstelle Groß-Gerau.

## Persönlichkeiten
In Nauheim geboren
- Bernhard Salzmann (1796–1870), Gastwirt und Mitglied der kurhessischen Ständeversammlung
- Adam Mischlich (1864–1948), lutherischer Missionar, Sprachwissenschaftler und Kolonialbeamter in Westafrika
- Hans-Georg Geyer (1929–1999), Philosoph und evangelischer Theologe
- Ottmar Hörl (* 1950), der Künstler wurde vor allem durch seine vielfältigen Skulpturen zu Themen des alltäglichen Lebens bekannt.

In Nauheim gewirkt
- Franz Kratochvil, vierfacher Weltmeister im Einer-Kunstradfahren
- Wolfgang Fenske (* 1956), evangelischer Theologe